# Édouard Filliol
Pour les articles homonymes, voir Filliol.
Édouard « Emil » Frank Filliol (né le 16 décembre 1895 à Genève, mort le 19 mars 1955 dans la même ville) est un joueur professionnel suisse de hockey sur glace.

## Carrière
Édouard Filliol fait toute sa carrière au Genève-Servette Hockey Club.
Édouard Filliol fait partie de l'équipe de Suisse aux Jeux olympiques de 1924 à Chamonix où il ne joue qu'un match.
Édouard Filliol est également joueur dans la section de football,.
Après sa carrière sportive, il devient journaliste dans la presse genevoise jusqu'à être chef de la rubrique sports de La Suisse,. Il est aussi secrétaire du Servette FC.
Il meurt à 59 ans d'une péritonite.